# Ivan Herceg (Schauspieler)

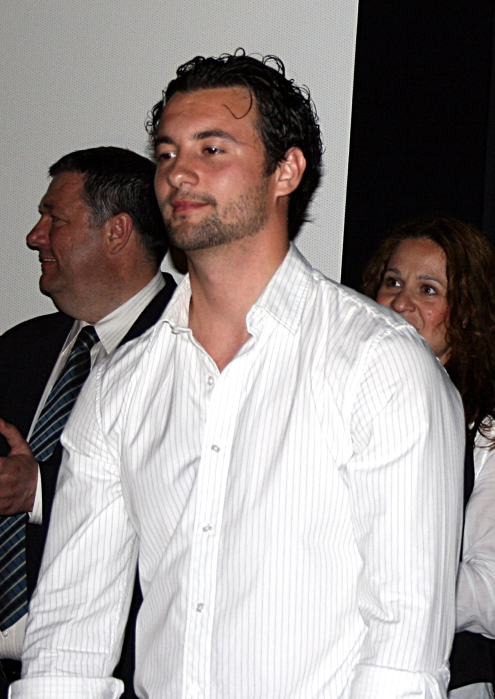
Ivan Herceg

Ivan Herceg (* 2. November 1981 in Zagreb, SFR Jugoslawien) ist ein kroatischer Filmschauspieler.

## Leben
Ivan Herceg ist in seiner Heimat vor allem durch seine Rollen in Seifenopern und Telenovelas bekannt. Seine erste große Rolle erhielt er in der HRT-Telenovela Dolina sunca in der er die Hauptrolle Kristijan Vitezović an der Seite von Ana Vilenica verkörperte. Von 2010 bis 2011 war er in der Telenovela Najbolje Godine als Dino Popović in Funktion des Antagonisten zu sehen. Seine wohl bekannteste Rolle verkörperte Herceg in der Nova-TV-Telenovela Larin izbor als männliche Protagonistenrolle des Schiffskapitäns Jaša von Zlatar an der Seite von Doris Pinčić. Des Weiteren verkörperte er in der Telenovela Kud puklo da puklo den Pfarrer Mirko Komadina und von 2016 bis 2017 verkörperte Herceg in der Telenovela Zlatni dvori die Nebenrolle Mladen Kozarac. Seit September 2017 verkörpert er in der neuen Nova-TV-Telenovela Čista ljubav die männliche Hauptrolle des Tomo an der Seite von Tara Rosandić.

## Filmografie

### Fernsehauftritte
- 2009–2010: Dolina sunca
- 2010–2011: Najbolje Godine
- 2011–2013: Larin izbor
- 2014–2015: Kud puklo da puklo
- 2016–2017: Zlatni dvori
- seit 2017: Čista ljubav

### Filmrollen
- 2012: Larin izbor: Izgubljeni princ